# Anni Pöll
Anni Pöll (geb. Bruk; * 27. Juli 1924; † 20. Oktober 1998) war eine österreichische Kugelstoßerin und Diskuswerferin.
1948 wurde sie bei den Olympischen Spielen in London Sechste im Kugelstoßen.
Bei den Europameisterschaften 1954 in Bern wurde sie Neunte im Kugelstoßen und Zehnte im Diskuswurf, und bei den Europameisterschaften 1958 in Stockholm kam sie im Kugelstoßen auf den elften und im Diskuswurf auf den 13. Platz.
Sechsmal wurde sie Österreichische Meisterin im Kugelstoßen (1947, 1950, 1951, 1957–1959) und dreimal im Diskuswurf (1955–1957).

## Persönliche Bestleistungen
- Kugelstoßen: 13,61 m, 29. September 1957, Linz
- Diskuswurf: 46,48 m, 30. August 1959, Bratislava